# Théorème de Barbier
Ne doit pas être confondu avec Paradoxe du barbier.

Ce cercle et ces polygones de Reuleaux ont tous la même largeur (constante) ; par conséquent, selon le théorème de Barbier, ils ont aussi le même périmètre.

En géométrie, le théorème de Barbier énonce que toute courbe de largeur constante, comme le cercle, a un périmètre égal à π fois sa largeur, quelle que soit sa forme précise. Ce théorème a d'abord été publié par Joseph-Émile Barbier en 1860.

## Exemples
Les exemples les plus connus de courbes de largeur constante sont le cercle et le triangle de Reuleaux. Pour un cercle, la largeur est égale au diamètre; un cercle de largeur w a donc un périmètre de πw. Un triangle de Reuleaux de largeur w se compose de trois arcs de cercle de rayon w. Chacun de ces arcs possède un angle au centre égal à π/3 , donc une longueur de wπ/3 de sorte que le périmètre du triangle de Reuleaux de largeur w est bien égal à 3×wπ/3 = πw. Une analyse similaire des autres exemples simples tels que les polygones de Reuleaux donne un résultat identique.

## Preuves
L'une des preuves du théorème utilise les propriétés des sommes de Minkowski. Soit K un objet de largeur constante w, et K' son image par une rotation de 180°. Alors la somme de Minkowski de K et de K' est un disque de rayon w et de périmètre 2πw. Cependant, la somme de Minkowski agit linéairement sur le périmètre des corps convexes, de sorte que le périmètre de K doit être de la moitié du périmètre de ce disque, c'est-à-dire πw , comme énoncé par le théorème.
D'une autre manière, le théorème découle immédiatement de la Formule de Crofton - un résultat de géométrie intégrale - qui énonce que la longueur d'une courbe est égale à la mesure de l'ensemble des droites qui coupent cette courbe, multiplié par le nombre d'intersection. Deux courbes qui ont la même largeur constante sont coupées par des ensembles de droites ayant la même mesure, et ils ont donc la même longueur. Historiquement, la formule de Crofton a été établie postérieurement, et de manière indépendante, au théorème de Barbier.
Une preuve du théorème utilisant des probabilités peut se déduire des nouilles de Buffon (en).

## En dimensions supérieures
L'analogue du théorème de Barbier pour les surfaces de largeur constante est faux. En particulier, la sphère unité a une surface égale à {\displaystyle 4\pi \approx 12.566} tandis que la surface de révolution d'un triangle de Reuleaux ayant la même épaisseur constante possède une aire de {\displaystyle 8\pi -{\tfrac {4}{3}}\pi ^{2}\approx 11.973}.